# 扎魯金齊 (魯任區)
49°39′12″N 29°11′32″E / 49.65333°N 29.19222°E
扎魯金齊（烏克蘭語：Зарудинці）是位於烏克蘭北部日托米爾州裏別爾季切夫區的村莊，始建於1651年，面積1.83平方公里，海拔高度253米，2001年人口926，人口密度每平方公里504.91人。